# Zhou Jianing
Zhou Jianing (xinès simplificat: 周嘉宁, pinyin: Zhōu Jiāníng; Xangai 1982) és una il·lustradora, traductora, editora i escriptora xinesa.

## Biografia
Zhou Jianing va néixer el febrer de 1982 a Xangai (Xina). Es va graduar al Departament de la Xina de la Universitat Fudan de Xangai, amb un màster de literatura xinesa moderna i contemporània.

### Carrera literària
Va començar a escriure molt jove,d'adolescent. El seu èxit inicial, va començar gràcies a un concurs d'escriptura creativa anomenat "New Concept Writing" (新概念作文大赛) creat per l'editorial de la revista literària Mengya (萌芽杂志社). Llançat l'any 1998 amb el suport de les universitats més grans de la Xina, el concurs pretenia identificar talents, entre els joves estudiants de secundària, per tal de promoure la literatura jove, lliure d'estereotips. Zhou Jianing va ser una de les plomes joves seleccionades durant la segona sessió, l'any 1999, quan tenia disset anys.
La seva fama va iniciar-se a principis dels anys 2000 en el context de l'impuls dels joves de la generació posterior als 80, com Zhang Yueran, Han Han i Guo Jingming, en un moment en què les editorials buscaven renovar-se i trobar successors als grans escriptors de la generació nascuda als anys 50 i 60. Va començar publicant un recull de contes l'any 2001, després una sèrie de set novel·les alternant amb col·leccions de contes. El 2008, es va convertir en la directora editorial de la revista Li/Newriting (鲤) de la qual Zhang Yueran, era la redactora en cap.
El 2010 va participar en un viatge d'escriptors xinesos a varies ciutats espanyoles, entre elles Barcelona, i que va donar com a resultat un assaig, on hi van col·laborar els escriptors 阎连科 (Yan Lianke), 劳马 (Lao Ma),张悦然, (Zhang Yueran), i 陈众议 (Chen Zhongyi). El 2014 va ser escriptora convidada al Saló del llibre de París i el 2016, va participar en el programa d'escriptura internacional de la Universitat d'Iowa; durant tres mesos, va treballar i intercanviar experiències amb una desena d'escriptors d'arreu del món.
Les seves primeres novel·les són testimoni de la confusió d'una joventut urbana que ha de viure i créixer en ciutats que canvien ràpidament, on aquests joves tenen dificultats per trobar el seu lloc. Alguns crítics han comparat les obres de Zhou amb els temes i tractats pel director de cinema i a Zhangke del mateix període, com “Unknown Pleasures” (任逍遙).
Com a traductora ha traduït obres d'escriptores com Jeanette Winterson (Written on the Body), Miranda July (No One Belongs Here More Than) i Emma Donoghue (Slammerkin)i Flannery O'Connor, Joyce Carol Oates, (The Corn Maiden and Other Nightmares) Alice Monroe. Ron Rash (Nothing Gold Can Stay).
Amb motiu de l'Exposició Universal de Xangai (2010), la Revista de Occidente de juny de 2010 va publicar un monogràfic dedicat a Xangai, on s'inclou un text amb el títol de "Frente al mar, entre flores de primavera. (Joven literatura shanghainesa) de Zhou Jianing.
També és dissenyadora. La majoria de les il·lustracions de la portada dels seus llibres són seves.

## Obres destacades
| Any  | Títol xinès      | Títol anglès o francès                 | Notes            |
| ---- | ---------------- | -------------------------------------- | ---------------- |
| 2001 | 流浪歌手的情人   | The Wandering Musician's Lover         | Recull de contes |
| 2003 | 陶城里的武士四四 | Les quatre guerriers de Taocheng       | Novel·la         |
| 2004 | 女妖的眼睛       | Les yeux de la démone                  | Novel·la         |
| 2004 | 夏天在倒塌       | The Collapse of Summer                 | Novel·la         |
| 2006 | 杜撰记           | Notes de fiction                       | Recull de contes |
| 2006 | 往南方岁月去     | Towards the Years of the South         | Novel·la         |
| 2007 | 最后一次忘记你   | La dernière fois que je t’oublie       | Recull de contes |
| 2007 | 撒谎精的时光宝盒 | La boîte au trésor temporel du menteur | Recull de contes |
| 2007 | 天空晴朗晴朗     | The Clear Clear Sky                    | Novel·la         |
| 2013 | 荒芜城           | La ville abandonnée                    | Novel·la         |
| 2014 | 让我们聊些别的   | Let Us Talk About Something Else       | Recull de contes |
| 2015 | 我轻轻喘出一口气 | Let it all go                          |                  |
| 2015 | 密林中           | In the Deep Forest                     | Novel·la         |